# 1153

## Esdeveniments
Països Catalans
- 29 d'abril, Siurana, valiat de Siurana: Ramon Berenguer IV completa la conquesta del valiat de Siurana, el darrer reducte andalusí al Principat de Catalunya: cauen les darreres fortaleses musulmanes, a la serra de Prades i a Siurana i Miravet.

Resta del món

## Naixements
Països Catalans
Resta del món

## Necrològiques
Països Catalans
Resta del món
- 20 d'agost - Abadia de Claravall: Bernat de Claravall, monjo i reformador francès, principal difusor de l'orde monàstic cistercenc, per la qual cosa se'n considera cofundador.